# Temporada 1963-64 de los St. Louis Hawks
La temporada 1963-64 fue la decimoquinta de los St. Louis Hawks en la NBA. La temporada regular acabó con 48 victorias y 32 derrotas, ocupando el segundo puesto de la División Oeste, logrando clasificarse para los playoffs, cayendo en las finales de división ante San Francisco Warriors.

## Elecciones en elDraft
| Ronda | Puesto | Jugador         | Posición | Nacionalidad   | Universidad          |
| ----- | ------ | --------------- | -------- | -------------- | -------------------- |
| 1     | 5      | Gerry Ward      | Escolta  | Estados Unidos | Boston College       |
| 2     | 14     | Leland Mitchell | Escolta  | Estados Unidos | Mississippi State    |
| 3     | 23     | Bill Burwell    |          | Estados Unidos | Illinois             |
| 4     | 32     | Waite Bellamy   |          | Estados Unidos | Florida A&M          |
| 7     | 59     | Ken Rohloff     | Pívot    | Estados Unidos | North Carolina State |

## Temporada regular
| División Oeste           | División Oeste | División Oeste | División Oeste | División Oeste | División Oeste | División Oeste | División Oeste | División Oeste |
| Equipo                   | G              | P              | %              | PD             | Casa           | Fuera          | Neutral        | Div            |
| ------------------------ | -------------- | -------------- | -------------- | -------------- | -------------- | -------------- | -------------- | -------------- |
| x-San Francisco Warriors | 48             | 32             | .600           | –              | 25–14          | 21–15          | 2–3            | 29–17          |
| x-St. Louis Hawks        | 46             | 34             | .575           | 2              | 27–12          | 17–19          | 2–3            | 30–16          |
| x-Los Angeles Lakers     | 42             | 38             | .525           | 6              | 24–12          | 15–21          | 3–5            | 24–22          |
| Baltimore Bullets        | 31             | 49             | .388           | 17             | 20–19          | 8–21           | 3–9            | 16–24          |
| Detroit Pistons          | 23             | 57             | .288           | 25             | 9–21           | 6–25           | 8–11           | 13–33          |

## Playoffs

### Semifinales de División
Los Angeles Lakers - St. Louis Hawks
| Fecha       | Partido                                     | Ciudad      |
| ----------- | ------------------------------------------- | ----------- |
| 21 de marzo | St. Louis Hawks 115, Los Angeles Lakers 104 | St. Louis   |
| 22 de marzo | St. Louis Hawks 106, Los Angeles Lakers 90  | St. Louis   |
| 25 de marzo | Los Angeles Lakers 107, St. Louis Hawks 105 | Los Ángeles |
| 28 de marzo | Los Angeles Lakers 97, St. Louis Hawks 88   | Los Ángeles |
| 30 de marzo | St. Louis Hawks 121, Los Angeles Lakers 108 | St. Louis   |
|             | St. Louis gana las series 3-2               |             |

### Finales de División
San Francisco Warriors - St. Louis Hawks
| Fecha       | Partido                                         | Ciudad        |
| ----------- | ----------------------------------------------- | ------------- |
| 1 de abril  | San Francisco Warriors 111, St. Louis Hawks 116 | San Francisco |
| 3 de abril  | San Francisco Warriors 120, St. Louis Hawks 85  | San Francisco |
| 5 de abril  | St. Louis Hawks 113, San Francisco Warriors 109 | St. Louis     |
| 8 de abril  | St. Louis Hawks 109, San Francisco Warriors 111 | St. Louis     |
| 10 de abril | San Francisco Warriors 121, St. Louis Hawks 97  | San Francisco |
| 12 de abril | St. Louis Hawks 123, San Francisco Warriors 95  | St. Louis     |
| 16 de abril | San Francisco Warriors 105, St. Louis Hawks 95  | San Francisco |
|             | San Francisco gana las series 4-3               |               |

## Estadísticas
| Rk | Jugador        | Edad | P  | PT | MP   | TC  | TCI  | %TC  | 3P | 3PI | %3P | 2P  | 2PI  | %2P  | TL  | TLI | %TL  | RO | RD | RT   | AS  | RB | TAP | BP | FP  | PTS  |
| -- | -------------- | ---- | -- | -- | ---- | --- | ---- | ---- | -- | --- | --- | --- | ---- | ---- | --- | --- | ---- | -- | -- | ---- | --- | -- | --- | -- | --- | ---- |
| 1  | Bob Pettit     | 31   | 80 |    | 41.2 | 9.9 | 21.4 | .463 |    |     |     | 9.9 | 21.4 | .463 | 7.6 | 9.6 | .789 |    |    | 15.3 | 3.2 |    |     |    | 3.8 | 27.4 |
| 2  | Cliff Hagan    | 32   | 77 |    | 29.6 | 7.4 | 16.6 | .447 |    |     |     | 7.4 | 16.6 | .447 | 3.5 | 4.3 | .813 |    |    | 4.9  | 2.5 |    |     |    | 3.5 | 18.4 |
| 3  | Zelmo Beaty    | 24   | 59 |    | 32.6 | 4.9 | 11.0 | .444 |    |     |     | 4.9 | 11.0 | .444 | 3.4 | 4.6 | .741 |    |    | 10.7 | 1.3 |    |     |    | 4.4 | 13.1 |
| 4  | Richie Guerin  | 31   | 78 |    | 30.0 | 4.4 | 10.6 | .410 |    |     |     | 4.4 | 10.6 | .410 | 4.4 | 5.4 | .819 |    |    | 3.2  | 4.8 |    |     |    | 3.5 | 13.1 |
| 5  | Lenny Wilkens  | 26   | 78 |    | 32.4 | 4.3 | 10.4 | .413 |    |     |     | 4.3 | 10.4 | .413 | 3.5 | 4.7 | .740 |    |    | 4.3  | 4.6 |    |     |    | 3.7 | 12.0 |
| 6  | Chico Vaughn   | 23   | 68 |    | 19.7 | 3.5 | 7.9  | .442 |    |     |     | 3.5 | 7.9  | .442 | 1.6 | 2.2 | .723 |    |    | 1.9  | 1.9 |    |     |    | 2.4 | 8.6  |
| 7  | Bill Bridges   | 24   | 80 |    | 24.4 | 3.4 | 8.4  | .397 |    |     |     | 3.4 | 8.4  | .397 | 1.8 | 2.8 | .652 |    |    | 8.5  | 2.3 |    |     |    | 3.4 | 8.5  |
| 8  | John Barnhill  | 25   | 74 |    | 18.5 | 2.8 | 6.8  | .412 |    |     |     | 2.8 | 6.8  | .412 | 0.9 | 1.6 | .609 |    |    | 2.1  | 2.0 |    |     |    | 1.4 | 6.6  |
| 9  | Mike Farmer    | 27   | 76 |    | 17.9 | 2.3 | 5.8  | .406 |    |     |     | 2.3 | 5.8  | .406 | 0.9 | 1.1 | .819 |    |    | 3.0  | 1.4 |    |     |    | 1.8 | 5.6  |
| 10 | Gene Tormohlen | 26   | 51 |    | 12.5 | 1.8 | 4.9  | .376 |    |     |     | 1.8 | 4.9  | .376 | 0.4 | 0.9 | .478 |    |    | 4.2  | 1.0 |    |     |    | 2.5 | 4.1  |
| 11 | Bevo Nordmann  | 24   | 12 |    | 12.8 | 1.2 | 3.4  | .341 |    |     |     | 1.2 | 3.4  | .341 | 0.1 | 0.4 | .200 |    |    | 3.3  | 0.3 |    |     |    | 2.8 | 2.4  |
| 12 | Gerry Ward     | 22   | 24 |    | 5.8  | 0.7 | 2.2  | .302 |    |     |     | 0.7 | 2.2  | .302 | 0.5 | 0.7 | .647 |    |    | 0.9  | 0.9 |    |     |    | 1.1 | 1.8  |
| 13 | Bob Duffy      | 23   | 2  |    | 3.0  | 0.5 | 1.5  | .333 |    |     |     | 0.5 | 1.5  | .333 | 0.0 | 0.5 | .000 |    |    | 0.5  | 0.0 |    |     |    | 0.0 | 1.0  |
| 14 | Ken Rohloff    | 24   | 2  |    | 3.5  | 0.0 | 0.5  | .000 |    |     |     | 0.0 | 0.5  | .000 | 0.0 | 0.0 |      |    |    | 0.0  | 0.5 |    |     |    | 2.0 | 0.0  |

## Galardones y récords
| Jugador    | Galardón                 |
| Bob Pettit | Mejor quinteto de la NBA |